# Gullmarsplan (tunnelbanestation)
Gullmarsplan är en station för Stockholms tunnelbana (Gröna linjen) samt för spårväg belägen i stadsdelen Johanneshov i Söderort inom Stockholms kommun. Här finns också en stor bussterminal för trafik mot Södertörn. Biljetthallen nås från en entré på Johanneshovsvägen, från bussterminalen, som ligger över spåren, från spårvägens perrong samt från en gång från Globenområdet.

## Tunnelbanestation
Stationen, som ligger 2,3 kilometer från Slussens T-banestation, är grenstation för bangrenarna till Hagsätra respektive Skarpnäck och Farsta strand, har två plattformar (en för vardera färdriktningen) som nås genom två separata spärrlinjer i biljetthallen. Gullmarsplan är en av tunnelbanans mest belastade stationer och den absolut största i Söderort. Antalet inpasserande genom spärrarna beräknas till 39 500 en normal vinterdag år 2015 .

## Spårvagnshållplats
Denna del av stationskomplexet har en mittplattform och nås från biljetthallen samt från en ingång i norra plattformsänden. I likhet med andra spårvagnshållplatser saknar denna del biljettspärr och biljetterna valideras genom automater på plattformen. Antalet påstigande på spårvägen Tvärbanan beräknas till 10 300 en normal vinterdag år 2015 , vilket gör Gullmarsplan till Tvärbanans, efter Liljeholmen, mest belastade hållplats. 

## Bussterminalen
På ett betongdäck ovanför spårområdet ligger en stor bussterminal för busstrafik på 800-linjerna, huvudsakligen till Haninge och Tyresö kommuner. Utanför stationsentrén finns dessutom hållplatser för bussar inom Söderort, samt för en innerstadslinje.  Antalet påstigande på bussarna beräknas till cirka 30 400 en normal vinterdag 2015. 

## Konstnärlig utsmyckning
Leif Tjerned svarar för den konstnärliga utsmyckningen som installerades 1995 och 1997. I plattformstaket finns lådor med neon, på väggarna skulpturerna Kryparna och Änglarna i målat aluminium. På plattformen för södergående trafik står en skulptur i målat stål, kallad Zenit.
Operan Kurfursten utspelar sig på Gullmarsplans tunnelbanestation.

## Historia
Stationen öppnades samtidigt som Skanstullsbron invigdes den 3 september 1946. Den hette då Johanneshov och trafikerades av spårvagnar fram till den 1 oktober 1950, då den blev en del av Stockholms tunnelbana. Eftersom Johanneshov är namnet på en hel stadsdel och även är postort för en stor del av Söderort) ansågs namnet vara olämpligt och därför ändrades stationsnamnet 1958 till Gullmarsplan.[källa behövs] Den norra bussterminalen öppnade vid högertrafikomläggningen 1967, då Årstabussarna kortades av från Brunkebergstorg till Gullmarsplan. Den betydligt större södra bussterminalen invigdes 1990 och ersatte då en tidigare terminal vid Skanstull. Tvärbanan öppnades i januari 2000 och Gullmarsplan var ändhållplats under några år innan förlängningen till Sickla udde kunde öppnas.

## Framtid
Omkring år 2030 förväntas Blå linjens nya sträckning Kungsträdgården - Sockenplan öppna, och kopplas samman med befintlig sträckning Sockenplan - Hagsätra, som flyttas över från Gröna linjen. I samband med det öppnar en ny station för Blå linjen vid Gullmarsplan. I stationens södra ände, omkring 70 meter under mark, byggs höghastighetshissar upp till befintlig biljetthall, för byte till Gröna linjen, Tvärbanan och buss. I stationens norra ände byggs rulltrappor upp till en uppgång i västra delen av Hammarby sjöstad, inom stadsbyggnadsprojektet Stockholm New. Närmaste station norrut blir Sofia och närmaste station söderut Slakthusområdet. 
Utbyggnaden av Blå linjens hissar har inneburit att den södra bussterminalen har minskat i storlek under 2020. När Blå linjen öppnar läggs befintlig tunnelbana på sträckan Gullmarsplan - Sockenplan ned, vilket frigör ytor både inom bytespunkten Gullmarsplan och längs banans sträckning söderut. I samband med dessa förändringar kan bytespunkten vid Gullmarsplan komma att byggas om.
https://www.sll.se/globalassets/5.-politik/politiska-organ/trafiknamnden/2021/6-18-maj-2021/40-kollektivtrafikplan-2050_remiss.pdf
https://www.sll.se/globalassets/5.-politik/politiska-organ/landstingsstyrelsen/arbetsutskottet/2018/2018-06-05/p04-ls-2018-0476-utredningsbeslut-bytespunkt-gullmarsplan.pdf
https://www.mitti.se/nyheter/gullmarsplan-kan-fa-ny-bussterminal/lmrcC!3431643/

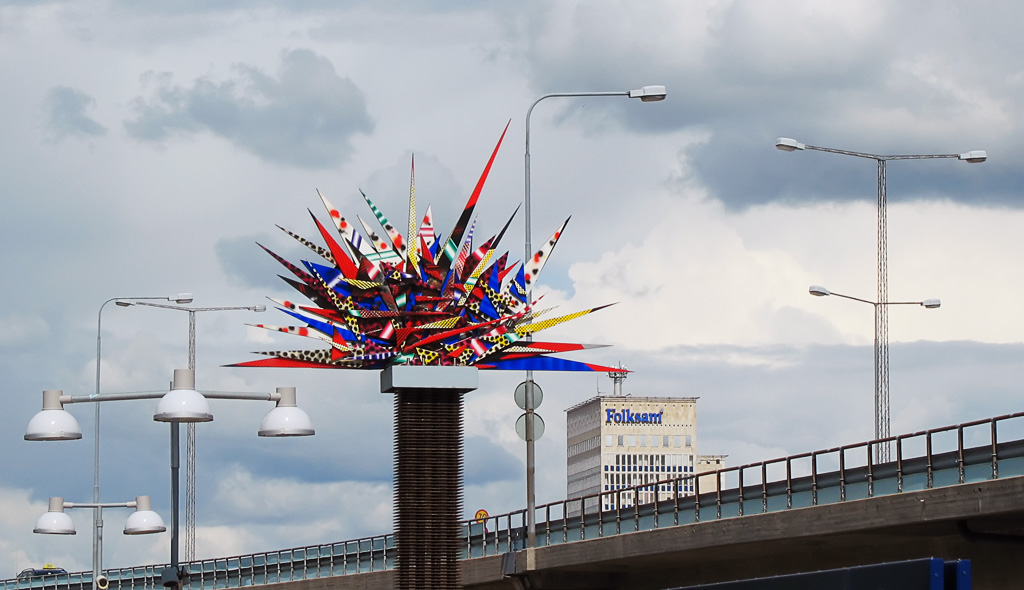
Konstverk "Zenit"
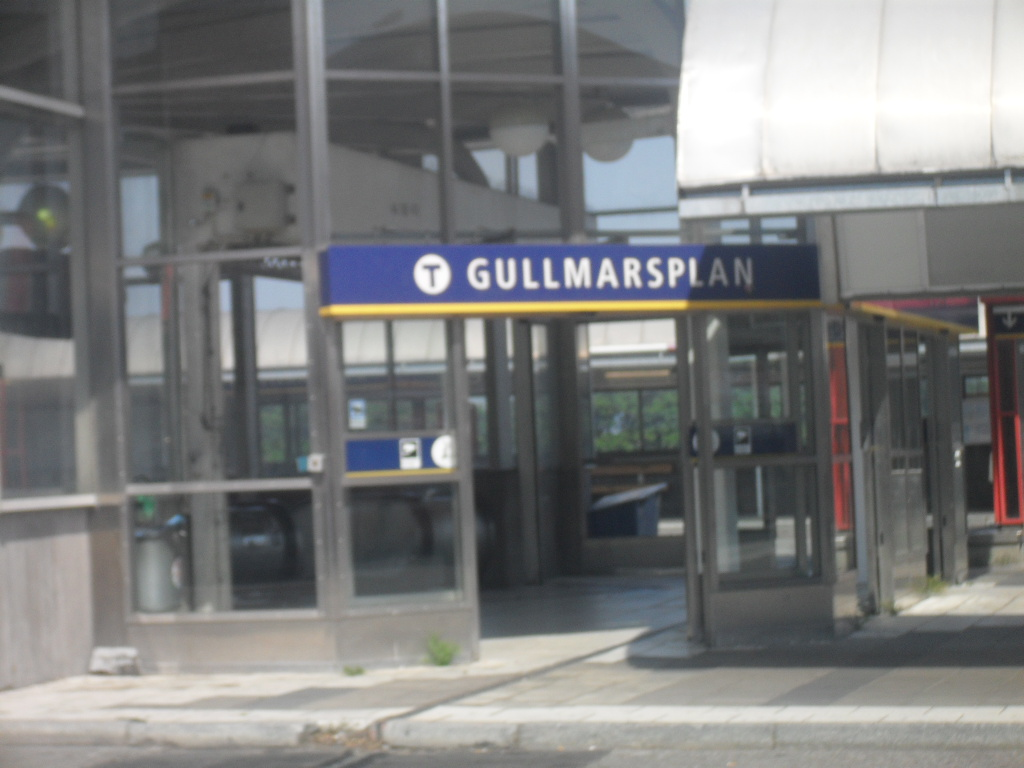
Entré Gullmarsplan
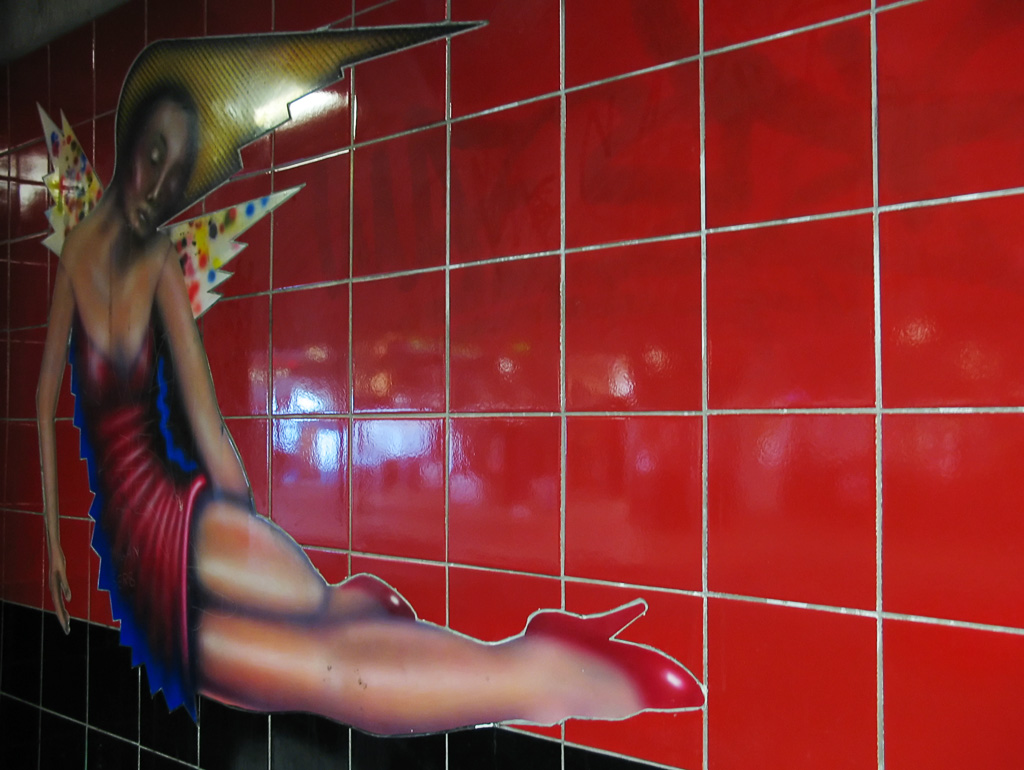
Konstverk "Änglarna"